# Moorgate (métro de Londres)
Pour la porte historique, voir Moorgate.
Moorgate Station (prononcé [ˈmuəgeɪt ˈsteɪʃ(ə)n], avec l'accent cockney, [ˈmoːgɒjt ˈstɒjʃ(ə)n]) est une station des lignes Circle line, Hammersmith & City line, Metropolitan line et Northern line (City Branch), du métro de Londres, en zone 1. Elle est située à Moorgate, dans la Cité de Londres.
Elle est en correspondance avec la gare de Moorgate.

## Histoire
La station, alors dénommée Moorgate Street, est mise en service le 23 décembre 1865. Elle est renommée Moorgate le 24 octobre 1924.
Le 28 février 1975, Moorgate a été le théâtre de l'accident le plus grave du métro de Londres quand un train de la Northern line est entré en collision avec un mur. 43 personnes, dont le conducteur du train, sont mortes. La cause de l'accident reste un mystère.

## À proximité
- Moorgate